# Leptodactylus cupreus
Leptodactylus cupreus es una especie de anfibio anuro de la familia Leptodactylidae.

## Distribución geográfica
Esta especie es endémica de Brasil. Habita:
- en el estado de Minas Gerais, a una altitud de 1227 m en la Serra do Brigadeiro en el municipio de Ervália;
- en Espírito Santo a 680 m de altitud en el municipio de Santa Teresa.[5]

## Etimología
El nombre de su especie, proviene del latín, cupreus, "cobrizo", y  le fue dado en referencia a la coloración de esta especie.

## Publicación original
- Caramaschi, Feio & São-Pedro, 2008 : A new species of Leptodactylus Fitzinger (Anura, Leptodactylidae) from Serra do Brigadeiro, State of Minas Gerais, Southeastern Brazil. Zootaxa, n.º 1861, p. 44–54[6]